# 隅田村
隅田村（すだむら）は和歌山県伊都郡にあった村。現在の橋本市隅田町各町および紀ノ川の左岸のうち東半にあたる。

## 地理
- 山岳 ： 三石山、七霞山
- 河川 ： 紀の川、日猪谷川、釜谷川、高橋川、隅田川、落合川、東ノ川、去年川

## 歴史
- 1889年（明治22年）4月1日 - 町村制の施行により、河瀬村・下兵庫村・上兵庫村・中島村・中下村・芋生村・垂井村・平野村・山内村・霜草村および真土村の大部分の区域をもって隅田村が発足。
- 1954年（昭和29年）8月1日 - 恋野村と合併し、改めて隅田村が発足。
- 1955年（昭和30年）1月1日 - 橋本町・岸上村・山田村・紀見村・学文路村と合併して橋本市が発足。同日隅田村廃止。

## 交通

### 鉄道路線
- 日本国有鉄道
  - 和歌山線
    - 隅田駅

現在は旧村域に下兵庫駅が所在するが、当時は未開業。

### 道路
- 国道24号